# 3962 Valyaev
Valyaev (asteróide 3962) é um asteróide da cintura principal, a 2,8313987 UA. Possui uma excentricidade de 0,1176203 e um período orbital de 2 099,5 dias (5,75 anos).
Valyaev tem uma velocidade orbital média de 16,62723297 km/s e uma inclinação de 2,00052º.
Este asteróide foi descoberto em 8 de Fevereiro de 1967 por Tamara Smirnova.